# VM i snooker 1971
VM i snooker 1971 spelades redan på hösten 1970 på olika platser runt om i Australien. Det är det enda världsmästerskapet någonsin i snooker där gruppspel har avgjort vilka spelare som skulle gå till semifinal.

## Format
Nio spelare möttes i ett gruppspel, där var och en mötte fyra av de andra spelarna i matcher som spelades över 37 frames. Alla frames spelades klart även om matchen redan var avgjord. De fyra högst placerade spelarna gick till semifinal. Matchen mellan Ray Reardon och Paddy Morgan spelades aldrig eftersom den var betydelselös.

## Resultat
| Gruppspel      | Gruppspel | Gruppspel      | Gruppspel |
| -------------- | --------- | -------------- | --------- |
| John Spencer   | 20 - 17   | Perrie Mans    |           |
| John Spencer   | 27 - 10   | Norman Squire  |           |
| John Spencer   | 23 - 14   | John Pulman    |           |
| John Spencer   | 16 - 21   | Ray Reardon    |           |
| Ray Reardon    | 22 - 15   | Perrie Mans    |           |
| Ray Reardon    | 21 - 16   | Eddie Charlton |           |
| Warren Simpson | 19 - 18   | Gary Owen      |           |
| Warren Simpson | 21 - 16   | John Pulman    |           |
| Warren Simpson | 19 - 18   | Perrie Mans    |           |
| Warren Simpson | 16 - 21   | Paddy Morgan   |           |
| John Pulman    | 25 - 12   | Paddy Morgan   |           |
| John Pulman    | 26 - 11   | Norman Squire  |           |
| Paddy Morgan   | N/A       | Ray Reardon    |           |
| Eddie Charlton | 27 - 10   | Norman Squire  |           |
| Eddie Charlton | 26 - 11   | Perrie Mans    |           |
| Eddie Charlton | 23 - 14   | Gary Owen      |           |
| Gary Owen      | 26 - 11   | Paddy Morgan   |           |
| Gary Owen      | 19 - 18   | Norman Squire  |           |

|                | M | V | F | Frames  | Poäng |
| Eddie Charlton | 4 | 3 | 1 | 92 - 56 | 6     |
| John Spencer   | 4 | 3 | 1 | 86 - 62 | 6     |
| Ray Reardon    | 3 | 3 | 0 | 64 - 47 | 6     |
| Warren Simpson | 4 | 3 | 1 | 75 - 73 | 6     |
| John Pulman    | 4 | 2 | 2 | 81 - 67 | 4     |
| Gary Owen      | 4 | 2 | 2 | 77 - 71 | 4     |
| Paddy Morgan   | 3 | 1 | 2 | 44 - 67 | 2     |
| Perrie Mans    | 4 | 0 | 4 | 61 - 87 | 0     |
| Norman Squire  | 4 | 0 | 4 | 49 - 99 | 0     |

### Slutspel
|  | Semifinaler       | Semifinaler  |    |  | Final             | Final |  |
|  |                   |              |    |  |                   |       |  |
|  | Bäst av 49 frames |              |    |  |                   |       |  |
|  | Eddie Charlton    | 22           |    |  |                   |       |  |
|  | Warren Simpson    | 27           |    |  |                   |       |  |
|  |                   |              |    |  |                   |       |  |
|  |                   |              |    |  | Bäst av 73 frames |       |  |
|  |                   |              |    |  | Eddie Charlton    | 29    |  |
|  |                   | John Spencer | 37 |  |                   |       |  |
|  |                   |              |    |  |                   |       |  |
|  |                   |              |    |  |                   |       |  |
|  |                   |              |    |  |                   |       |  |
|  |                   |              |    |  |                   |       |  |
|  | John Spencer      | 34           |    |  |                   |       |  |
|  | Ray Reardon       | 15           |    |  |                   |       |  |